# 188 г. пр.н.е.
188 (сто осемдесет и осма) година преди новата ера (пр.н.е.) е година от доюлианския (Помпилийски) римски календар.

## Събития

### В Римската република
- Консули са Марк Валерий Месала и Гай Ливий Салинатор.
- 1 февруари – триумф на Луций Емилий Регил за морска победа над Антиох III.[1]
- 28 февруари – триумф на Луций Корнелий Сципион Азиатски за победата над Антиох III.[1]
- Консулът Ливий основава колонията Forum Livii.[2]
- Пълно римско гражданство е дадено на градовете Арпинум, Формие и Фунди.[2]

### В Гърция
- Филопемен връща Спарта в Ахейския съюз.[2]

### В Мала Азия и Тракия
- Римската република и Селевкидското царство сключват мир в Апамея.[2]
- Рим подарява отстъпените от Антиох III земи на запад от планините Тавър на своите съюзници като по-голямата част попада под владението на пергамския цар Евмен II, но също и на Родос, a от тях се очаква да действат като гаранти на установения ред.[3]
- След като приключва работата си по следене за изпълнението на условията от мирния договор със Селевкидите, десетчлената римска комисия потегля към дома заедно с част от армията, под началството на Гней Манлий Вулзон, но в Тракия те попадат на засада устроена от тракийски племена край Кипсела и Квинт Минуций Терм е убит, а част от багажа им е разграбен.[4]

## Починали
- Квинт Минуций Терм, римски политик и военачалник